# مايك لوكلير
مايك لوكلير هو لاعب هوكي الجليد كندي، ولد في 10 نوفمبر 1976 في وينيبيغ في كندا.

## وصلات خارجية
- مايك لوكلير على موقع دوري الهوكي الوطني (الإنجليزية)
- مايك لوكلير على موقع EliteProspects.com (الإنجليزية)
- مايك لوكلير على موقع HockeyDB.com (الإنجليزية)
- مايك لوكلير على موقع Hockey-Reference.com (الإنجليزية)